# Elke Oertgen-Twiehaus
Elke Oertgen-Twiehaus  (* 18. Januar 1936 in Koblenz; † 22. Februar 2012 in Duisburg) war eine deutsche Schriftstellerin und Lyrikerin.

Elke Oertgen-Twiehaus

## Leben
Sie wuchs in den Kriegswirren des Zweiten Weltkriegs in verschiedenen Gegenden des damaligen Deutschen Reiches und der späteren BRD auf. Diese Zeit prägte auch einige ihrer späteren Gedichte und Kurzgeschichten. Sie studierte Literaturwissenschaft, Geschichte und Kunstgeschichte (Lehramt) in Freiburg und Bonn, heiratete 1963 und lebte seitdem in Duisburg.
In der Zeit von 1963 bis 1966 absolvierte sie den Referendardienst an Essener Mädchengymnasien in den Fächern Deutsch und Geschichte. Seit 1975 unterrichtete sie diverse Literaturkurse an den Volkshochschulen Duisburg und Hamm. In den 1980er Jahren war Oertgen-Twiehaus Mitglied des Duisburger Autorenquartetts „Der harte Kern“, zu dem auch die Schriftstellerin Sigrid Kruse, der Theologe Hans-Joachim Barkenings und der Maler und Objektkünstler Chinmayo gehörten.

## Tätigkeit als Schriftstellerin und Lyrikerin
Sie verfasste eine Vielzahl von Gedichten sowie einige Kurzgeschichten. Ihre Gedichte und Erzählungen haben häufig Reiseerlebnisse, Naturbeobachtungen, Kunst sowie Krieg und Dritte Welt zum Thema. 

## Auszeichnungen
1992 erhielt sie ein Arbeitsstipendium des Landes NRW. 1995 erhielt sie den Förderpreis des Schriftstellerverbandes „Die Kogge“ in Minden.

## Schriften
- Vogelstunden  (Gedichte)                         Gilles & Francke Verlag 1975;
- Rutengänge (Gedichte)                            Gilles & Francke Verlag 1978;
- Erdberührung (Gedichte)                          Gilles & Francke Verlag 1985;
- Steine haben Gedächtnis  (Gedichte)              Gilles & Francke Verlag 1988;
- Wörter im Grünen  (Gedichte)                     Calatra Press, Lahnstein 1994;
- Schwärme über der Stadt (Erzählungen)            Himmerod-Drucke 1996;
- Friedliche Landnahme  (Gedichte)                 Gilles & Francke Verlag 2010.

Ferner erschienen Veröffentlichungen in Anthologien und einigen Schulbüchern.

## Weblink
- Mr100000Volt: Gedenkvorlesung fuer Elke Oertgen-Twiehaus in der VHS Dbg., Teil 1–5, VHS Duisburg, 5. September 2012. Auf Youtube (Video).

| Personendaten    | Personendaten                           |
| ---------------- | --------------------------------------- |
| NAME             | Oertgen-Twiehaus, Elke                  |
| KURZBESCHREIBUNG | deutsche Schriftstellerin und Lyrikerin |
| GEBURTSDATUM     | 18. Januar 1936                         |
| GEBURTSORT       | Koblenz                                 |
| STERBEDATUM      | 22. Februar 2012                        |
| STERBEORT        | Duisburg                                |